# Missioni Zenana

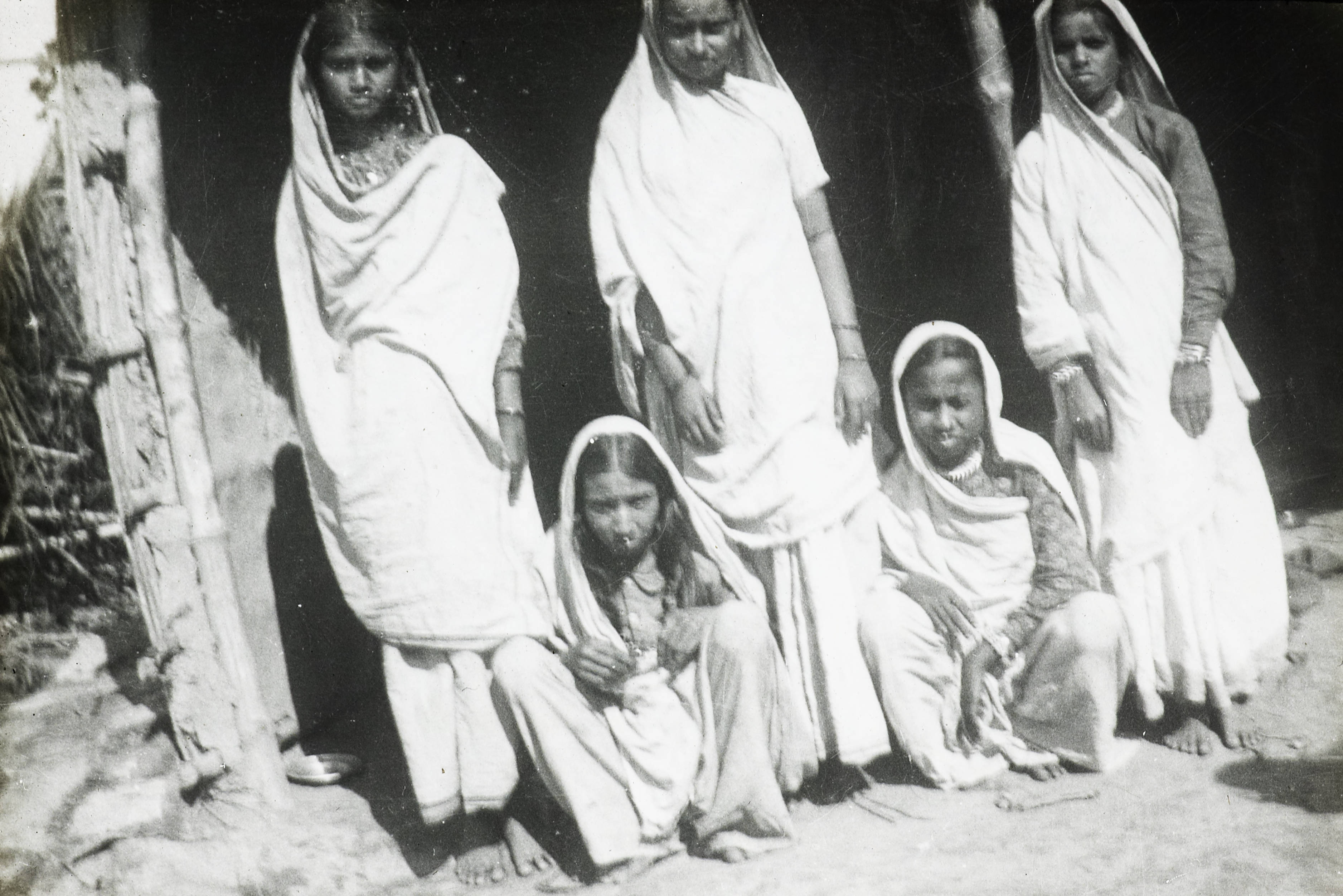
Donne di casta elevata, Harkua, India, circa 1915

Le missioni zenana erano programmi di supporto creati in India britannica allo scopo di portare il Cristianesimo alle donne. Da metà Ottocento, esse inviarono missionarie nelle case di donne indiane, incluse le parti più private dell'abitazione che, ai visitatori di sesso maschile, era proibito vedere (zenana). Gradualmente queste missioni si ampliarono, passando da un'opera puramente evangelizzatrice alla fornitura di servizi medici ed educativi. Ospedali e scuole stabilite da queste missioni sono ancora attivi, facendo delle missioni zenana una parte importante del Cristianesimo in India.

## Contesto
All'epoca, le donne in India erano segregate nell'ambito del sistema purdah, essendo confinate in ginecei conosciuti come zenana, nei quali era vietato l'accesso a uomini che non fossero loro parenti. Le missioni zenana erano composte da missionarie che potevano far visita alle donne indiane nelle loro case, con lo scopo di portare loro il Cristianesimo.
Il sistema purdah rendeva impossibile a molte donne indiane, specialmente di alto rango, di accedere all'assistenza sanitaria e molte morivano o soffrivano, senza necessità. Operando come medici ed infermiere, le donne delle missioni zenana potevano essere accettate dalle donne dell'India in un modo inconcepibile per gli uomini.

## Storia

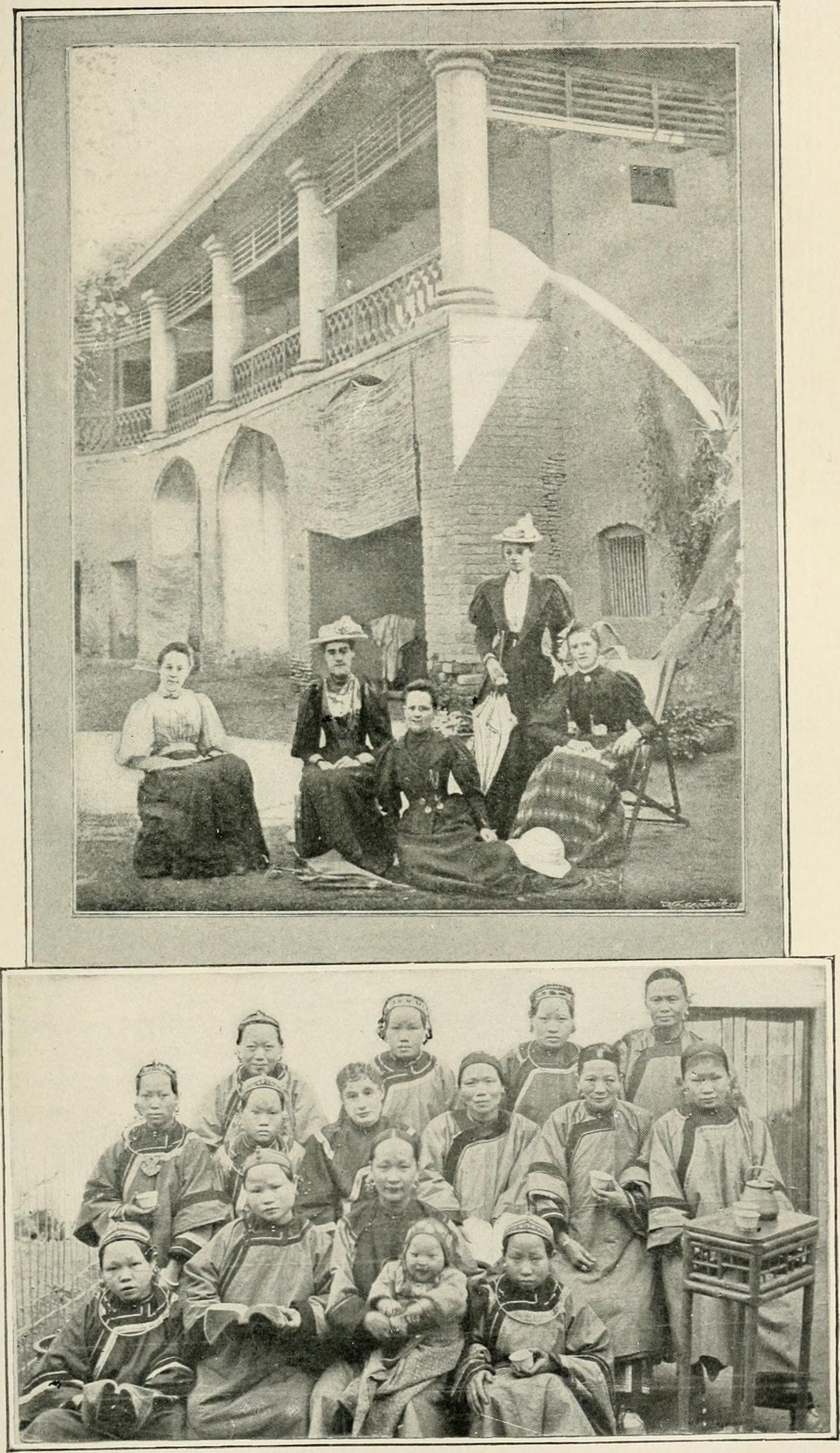
Signore missionarie nel cortile del centro della missione Zenana di Peshawar (in alto); Una classe presso la stazione missionaria di Sa-yong, Fuhkien, China (in basso)

La Baptist Missionary Society (Società battista missionaria fondata in Inghilterra nel 1792) inaugurò missioni zenana in India a metà del XIX secolo. La prima missione zenana sorse da una proposta di Thomas Smith (missionario e matematico scozzese) del 1840. La missione fu avviata nel 1854, sotto la supervisione di John Fordyce (missionario e pastore evangelico scozzese). Hana Catherine Mullens (figlia di un missionario svizzero a Calcutta) è nota come una delle più efficienti operatrici zenana in India ed ottenne il titolo di "Apostola delle Zenane". Nel 1856, la signora Mullens istituì una piccola scuola a Bhawanipur, che contava 23 allieve di età compresa fra 8 e 20 anni. La Calcutta Normal school fu istituita lo stesso anno, allo scopo di formare donne native all'opera zenana.
Verso il 1880, le missioni zenana avevano esteso il loro ministero, aprendo scuole per fornire alle ragazze un'istruzione che includesse i principi della fede cristiana. Questo programma comprendeva visite a domicilio, la creazione di ospedali femminili e l'apertura di reparti separati per le donne negli ospedali generali. Una società missionaria, la Zenana Bible and Medical Mission (fondata a Londra nel 1852), era impegnata nel reclutamento di medici donne sia convincendo dottoresse in Europa a venire in India sia incoraggiando donne indiane a studiare medicina dopo la conversione. Come risultato, le missioni zenana contribuirono a ridurre il pregiudizio maschilista contro la medicina coloniale in India.
L'opera dei battisti ispirò la formazione di una società missionaria anglicana britannica, la Church of England Zenana Missionary Society (fondata nel 1880), impegnata ad inviare missionarie in Paesi come l'India (nel XIX e XX secolo) e poi nella Cina della dinastia Qing, a partire dal 1884. Le missionarie Zenana avevano i loro centri a Trivandrum, Palamcotta (Sarah Tucker College), Masulipatnam e Madras nell'India meridionale, Meerut, Jabalpur, Calcutta e Amritsar in India settentrionale.

## Donne della Bibbia in India
Le donne cristiane indiane, dotate di istruzione, che collaboravano con le missioni zenana erano conosciute come le "donne della Bibbia". Venivano da famiglie importanti e lavoravano fra povere donne in villaggi, cittadine, ospedali, scuole, ecc. Le donne della Bibbia, essendo native del subcontinente indiano, contribuivano a colmare l'ampio gap culturale esistente fra le missionarie inglesi e la gente comune dei villaggi. Le donne della Bibbia utilizzavano idee indigene per insegnare e predicare i loro ideali di un Dio cristiano alle donne del subcontinente. Usavano la musica per raggiungere un vasto uditorio - per attirare più donne e fornire un commento ai versi della Bibbia.  Le donne della Bibbia indossavano dei sari bianchi e portavano Bibbie con la copertina di tessuto, rappresentative della loro identità virtuosa. Smisero di indossare gioielli e si privarono di ogni forma di vanità. Le donne della Bibbia assunsero vari ruoli nelle missioni zenana. Insegnavano in scuole per le ragazze native, frequentate da ragazze di alto e basso rango. Le donne della Bibbia avevano il permesso di fare visite nella zenana dove potevano insegnare alle persone che vi dimoravano, predicavano valori spirituali ed operavano per il bene generale delle donne. Esse rendevano, inoltre, visita a donne native in ospedali e a casa, fornendo servizi e strutture sanitari.